# Campionati del mondo di ciclismo su pista 2023 - Scratch maschile
La gara di scratch maschile ai campionati del mondo di ciclismo su pista si è svolta il 3 agosto 2023, su un percorso di 60 giri per un totale di 15 km. È stata vinta dal britannico William Tidball che ha completato la prova in 16'31", alla media di 54,490 km/h.

## Podio
| Pos.    | Atleta           | Nazionalità   |
| ------- | ---------------- | ------------- |
| Oro     | William Tidball  | Gran Bretagna |
| Argento | Kazushige Kuboki | Giappone      |
| Bronzo  | Tuur Dens        | Belgio        |

## Risultati
| 1  | William Tidball     | Gran Bretagna       |     |     |     |
| 2  | Kazushige Kuboki    | Giappone            |     |     |     |
| 3  | Tuur Dens           | Belgio              |     |     |     |
| 4  | Roy Eefting         | Paesi Bassi         |     |     |     |
| 5  | Donavan Grondin     | Francia             |     |     |     |
| 6  | Dylan Bibic         | Canada              |     |     |     |
| 7  | Tobias Hansen       | Danimarca           |     |     |     |
| 8  | Tim Torn Teutenberg | Germania            |     |     |     |
| 9  | Joshua Duffy        | Australia           |     |     |     |
| 10 | Alex Vogel          | Svizzera            |     |     |     |
| 11 | George Jackson      | Nuova Zelanda       |     |     |     |
| 12 | Raphael Kokas       | Austria             |     |     |     |
| 13 | Jan Voneš           | Rep. Ceca           |     |     |     |
| 14 | Michele Scartezzini | Italia              |     |     |     |
| 15 | Albert Torres       | Spagna              |     |     |     |
| 16 | Artıom Zaharov      | Kazakistan          |     |     |     |
| 17 | Terry Kusuma        | Indonesia           |     |     |     |
| -  | Akil Campbell       | Trinidad e Tobago   | dnf | dnf | dnf |
| -  | Ahmed Al Mansoori   | Emirati Arabi Uniti | dnf | dnf | dnf |
| -  | Yacine Chalel       | Algeria             | dnf | dnf | dnf |
| -  | Vladislav Loginov   | Israele             | dnf | dnf | dnf |
| -  | Filip Prokopyszyn   | Polonia             | dnf | dnf | dnf |
| -  | Martin Chren        | Slovacchia          | dnf | dnf | dnf |
| -  | Grant Koontz        | Stati Uniti         | dnf | dnf | dnf |